# Infinity Divine
Infinity Divine är debutalbumet till det norska progressiv metal-bandet Pagan's Mind, utgivet 2000 av skivbolaget  FaceFront Records. Albumet återutgavs 2004 av skivbolaget LMP med några nyinspelningar och annan ljudmix.

## Låtförteckning
2000-utgåvan
1. "Prelude to Paganism" (instrumental) − 1:03
2. "Caught in a Dream" − 8:42
3. "Infinity Divine" − 7:49
4. "Embracing Fear" (text: Øyvind Vang/Nils K. Rue) − 6:03
5. "Astral Projection" − 6:44
6. "Angels' Serenity" − 4:51
7. "Dawning of the Nemesis" − 7:04
8. "King's Quest" − 6:39
9. "Twilight Arise" – 4:36
10. "Moonlight Pact" – 7:07
11. "A New Beginning" – 7:38

2004-utgåvan
1. "Prelude to Paganism" (instrumental) − 1:03
2. "Caught in a Dream" − 8:42
3. "Infinity Divine" − 7:49
4. "Embracing Fear" (text: Øyvind Vang/Nils K. Rue) − 6:03
5. "Astral Projection" − 6:44
6. "Angels' Serenity" − 4:51
7. "Dawning of the Nemesis" − 7:04
8. "King's Quest" − 6:39
9. "Twilight Arise" – 4:36
10. "A New Beginning" – 7:38
11. "Embracing Fear 2004" (text: Øyvind Vang/Nils K. Rue) − 6:17
12. "At the Graves" (King Diamond-cover, text och music: King Diamond) – 9:34

- Text och musik: Pagan's Mind (där inget annat uppges)

## Medverkande
Musiker (Pagan's Mind-medlemmar)
- Nils K. Rue (Nils Kvåle Rue) – sång
- Jørn Viggo Lofstad – gitarr
- Thorstein Aaby – gitarr
- Steinar Krokmo – basgitarr
- Ronny Tegner – keyboard
- Stian Kristoffersen – trummor

Bidragande musiker
- Bente Aanesen – sång (spår 5)
- Gus G. (Konstantinos "Kostas" Karamitroudis) – gitarr (spår 12, 2004-utgåvan)
- Glen Drover – gitarr (spår 12, 2004-utgåvan)

Produktion
- Pagan's Mind – producent
- Øyvind Eriksen – ljudtekniker
- Per Sælør – ljudtekniker
- Ronni Le Tekrø – ljudmix
- Dag Stokke – ljudmix
- Espen Mjøen – remix (2004-utgåvan)
- Ola Johansen – mastering
- Tommy Hansen – remix, mastering (2004–utgåvan)
- Nils K. Rue – omslagsdesign, omslagskonst
- Images & Words – omslagsdesign, omslagskonst (2004–utgåvan)
- Henning Theodorsen – foto
- Mona Skyer – foto
- Per Stan Johnsen – foto